# Gouvernement de Malte
Le Gouvernement de Malte représente le pouvoir exécutif de la république de Malte. Le pouvoir législatif est assuré par la Chambre des représentants,.
Il est constitué du Premier ministre et des ministres constituant le cabinet, nommés par le président.
Le gouvernement établit chaque année le budget de l'État et le soumet au vote de la Chambre.

## Composition
Le Gouvernement de Malte est composé de 16 ministères dont 1 délégué :
- Ministère de la Santé
- Ministère des Affaires étrangères et de l'Union européenne
- Ministère de la Justice, de l'Égalité et de la Gouvernance
- Ministère des Finances et des Services financiers
- Ministère de l'Économie, des Investissements et des Petites entreprises
- Ministère du Tourisme
- Ministère de l'Énergie et des Eaux
- Ministère de l'Éducation et de l'Emploi
- Ministère de l'Intérieur, de la Sécurité nationale et du Respect des lois
- Ministère du Patrimoine national, des Arts et des Collectivités locales
- Ministère de l'Environnement, de l'Aménagement du territoire et du Changement climatique
- Ministère de l'Agriculture, de la Pêche, des Droits des animaux et de la Consommation
- Ministère des Transports, des Infrastructures et des Grands projets
- Ministère de Gozo
- Ministère délégué au Développement durable et au Dialogue social
- Ministère de la Famille, de l'Enfance et de la Solidarité sociale
- Ministère du Logement social

## Gouvernement actuel
| Fonction                                                                    | Titulaire | Titulaire               | Parti |
| --------------------------------------------------------------------------- | --------- | ----------------------- | ----- |
| Premier ministre                                                            |           | Robert Abela            | PL    |
| Vice-Premier ministre Ministre de la Santé                                  |           | Chris Fearne            | PL    |
| Ministre des Affaires étrangères et européennes et du Commerce              |           | Ian Borg                | PL    |
| Ministre de l'Économie, des Fonds européens et des Terres                   |           | Silvio Schembri         | PL    |
| Ministre des Infrastructures, des Transports et des Grands projets          |           | Aaron Farrugia          | PL    |
| Ministre de l'Environnement, de l'Énergie et des Entreprises                |           | Miriam Dalli            | PL    |
| Ministre de l'Aménagement du territoire et des Travaux publics              |           | Stefan Zrinzo Azzopardi | PL    |
| Ministre de Gozo                                                            |           | Clint Camilleri         | PL    |
| Ministre de l'Intérieur, des Réformes et de l'Égalité                       |           | Byron Camilleri         | PL    |
| Ministre de la Culture, du Patrimoine national et des Collectivités locales |           | Owen Bonnici            | PL    |
| Ministre des Finances et de l'Emploi                                        |           | Clyde Caruana           | PL    |
| Ministre de l'Éducation, des Sports, de la Recherche et de l'Innovation     |           | Clifton Grima           | PL    |
| Ministre de la Justice sociale et des Droits des enfants                    |           | Michael Falzon          | PL    |
| Ministre de l'Inclusion, du Volontariat et des Droits des consommateurs     |           | Julia Farrugia Portelli | PL    |
| Ministre de la Justice                                                      |           | Jonathan Attard         | PL    |
| Ministre du Tourisme                                                        |           | Clayton Bartolo         | PL    |
| Ministre de l'Agriculture, de la Pêche et des Droits des animaux            |           | Anton Refalo            | PL    |
| Ministre du Logement social                                                 |           | Roderick Galdes         | PL    |
| Ministre des Personnes âgées                                                |           | Jo-Etienne Abela        | PL    |